# Liste der Monuments historiques in Chalo-Saint-Mars
Die Liste der Monuments historiques in Chalo-Saint-Mars führt die Monuments historiques in der französischen Gemeinde Chalo-Saint-Mars auf.

## Liste der Bauwerke
| Bezeichnung        | Beschreibung | Standort | Kennzeichnung | Schutzstatus | Datum | Bild           |
| ------------------ | ------------ | -------- | ------------- | ------------ | ----- | -------------- |
| Schlosskapelle     |              | (Lage)   | PA00088055    | Inscrit      | 1990  |                |
| Kirche St-Médard   |              | (Lage)   | PA00087850    | Inscrit      | 1926  | weitere Bilder |
| Manoir du Tronchet | Herrenhaus   | (Lage)   | PA00087851    | Inscrit      | 1975  | weitere Bilder |

## Liste der Objekte
- Monuments historiques (Objekte) in Chalo-Saint-Mars der Base Palissy des französischen Kultusministeriums